# Epitrimerus ranunculi
Epitrimerus ranunculi är en spindeldjursart som beskrevs av Johan Ivar Liro 1941. Epitrimerus ranunculi ingår i släktet Epitrimerus, och familjen Eriophyidae. Arten är reproducerande i Sverige.